# Толчев Валерій Степанович
Валерій Степанович Толчев (рос. Валерий Степанович Толчев; 1 січня 1956, Ангарськ — 3 листопада 2006, Омськ) — радянський футболіст, який грав на позиції як нападника, так і півзахисника та захисника. Відомий за виступами в російських клубах другої та першої ліги СРСР, зокрема «Іртиш» (Омськ) та «Кузбас». Після завершення виступів на футбольних полях — російський футбольний тренер, відомий за роботою в омському «Іртиші» та «Амурі» з Благовєщенська.

## Клубна кар'єра
Валерій Толчев народився в Ангарську, де й розпочав займатися футболом в місцевій ДЮСШ. У команді майстрів дебютував у 1976 році в команді другої ліги «Іртиш» з Омська. У 1977—1978 роках Толчев грав у команді другої ліги «Ангара» з Ангарська. Сезон 1979 року розпочав у команді «Зірка» з Іркутська, по ходу сезону перейшов до складу клубу першої ліги СРСР «Кузбас» з Кемерова, у складі якої грав до кінця 1980 року, провівши в її складі 70 матчів чемпіонату та 5 матчів Кубка СРСР. У 1981 році Валерій Толчев знову став гравцем команди «Іртиш», з якою у 1983 році став переможцем зонального турніру другої ліги, а пізніше за підсумками фінального турніру володарем путівки до першої ліги.
У 1985 році, разом ще з низкою інших досвідчених футболістів із сибірських та середньоазійських клубів, зокрема Сергієм Дементьєвим, Ігорем Ляліним, Семеном Осиновським, Валерій Толчев став гравцем команди другої ліги «Таврія» з Сімферополя, яка поставила за мету повернення до першої ліги, щоправда команда не виконала завдання, й наступний сезон футболіст провів у команді другої ліги «Атлантика» з Севастополя. У 1987 році Толчев знову грав за іркутську «Зірку», після чого закінчив виступи на футбольних полях.

## Кар'єра тренера
У 1990 році Валерій Толчев став тренером та начальником команди в клубі другої ліги «Ангара», одночасно граючи за клуб на футбольному полі. У 1992 році Толчев працював асистентом головного тренера в клубі російської другої ліги «Аган» (Радужний). У 1994 році Толчев очолив свій колишній клуб «Іртиш» з Омська. У 1995 році колишній футболіст був тренером клубу «Динамо-СибГУФК» з Омська. У 1998 році Толчев очолював клуб «Сибіряк» з Братська. У 2002 році Валерій Толчев очолював владивостоцький клуб «Промінь». У 2004 році Толчев очолив клуб «Амур» з Благовєщенська, та зумів вивести команду до російської першої ліги, щоправда через внутрішні негаразди команда невдало провела сезон у першому дивізіоні, що призвело до відставки тренера.
Після відставки з посади головного тренера «Амура» Валерій Толчев жив в Омську, де тренував аматорські команди. Помер колишній футболіст та тренер раптово 3 листопада 2006 року в Омську після серцевого нападу.